# شهرستان لیانگچنگ
شهرستان لیانگچنگ (به لاتین: Liangcheng County) یک منطقهٔ مسکونی در چین است که در اولانکاب واقع شده‌است. شهرستان لیانگچنگ ۱٬۲۵۷ متر بالاتر از سطح دریا واقع شده‌است.